# 무카이정
무카이정(일본어: 向井町)은 일본 오사카부 센보쿠군에 설치되었던 정이다. 현재의 사카이시 사카이구에 해당한다.